# Guarcino
Guarcino est une commune italienne de la province de Frosinone, dans la région Latium.
Dans la ville, il y a l’Observatoire astronomique de Campo Catino.

## Administration
| Période                                  | Période | Identité | Étiquette | Qualité |
| ---------------------------------------- | ------- | -------- | --------- | ------- |
|                                          |         |          |           |         |
| Les données manquantes sont à compléter. |         |          |           |         |

### Communes limitrophes
Alatri, Filettino, Fiuggi, Morino, Torre Cajetani, Trevi nel Lazio, Trivigliano, Vico nel Lazio

### Personnalités
- Leonardo Patrasso